# 近代贛語
近代贛語（Early Modern Gan），是指贛語在清朝至民國這一時期的古語。早在在十九世紀上半葉（1844年），英國外交官莊延齡（E.H. Parker）是第一個記錄近代贛語的外籍人士，其發現他撫州的朋友Wen-yuan把古濁聲字都讀成送氣音，這也一直都是贛語非常顯著的特徵。1864年，贛語的一些特徵也吸引到了英國艾約瑟教士（Joseph Edkins）的注意。他描寫道：
在江西東部的撫州府，所有的全濁音已經全變成送氣音。六個韻尾輔音只是沒有k。聲調有七個，它們的音高是不規則的。
 — 《A Grammar of the Chinese Colloquial Language Commonly Caled the Mandarin Dialect》
李軍、陳昌芳根據成書于清同治年間（1862-1874年）的南昌童蒙識字課本《類字蒙求》中的直音韻母、聲調系統的特點，發現一百多年前的贛語南昌話與現代南昌話基本一致。如深咸攝、曾梗攝、臻山攝韻尾已經合流為[n]尾與[t]尾；止攝開口二等日母字韻母讀為零聲母[ɵ]等等。聲調方面，《類字蒙求》的直音分為七個調類，也與現代南昌話一致。但《類字蒙求》中的直音特點是「調類的分合只與古音清濁有關」，而與今音的送氣與否無關。現代南昌話則與兩者都有很大關係，而今南昌部分郊縣話就依舊與《類字蒙求》直音反映的特點保持一致。
- 邵武話：

㈠ 聖經譯本書目目錄：
雅各書，美國海外傳道委員會 ，福州，1891年，10頁。21.5cm。羅馬字。用文字標調類。英經會。譯者為該教會的J.E.Walk。
㈡ 方言聖經分地解說：
美國公理會於1874年在邵武開教，其教士J.E. Walker將《使徒行傳》譯成邵武土白。1891年由該教會在福州出版羅馬字本。